# Gây ngất vật nuôi

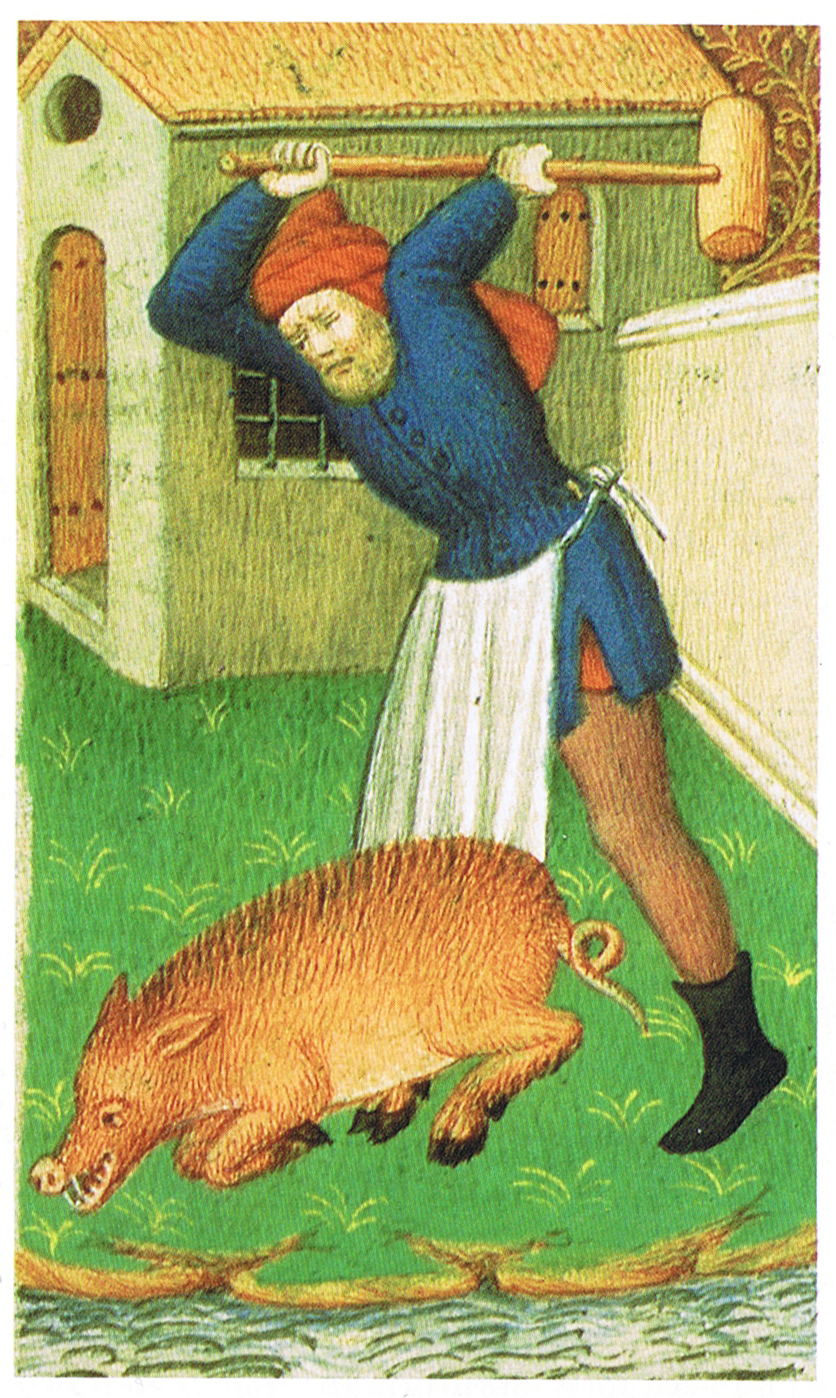
Cảnh giết mổ lợn thời Trung Cổ, lợn được gây ngất bằng cách dùng búa tạ đập đầu

Gây ngất vật nuôi hay làm ngất hoặc gây choáng (Stunning) là quá trình giết mổ động vật trong đó người ta sẽ làm cho động vật bất động hoặc bất tỉnh, có thể giết mổ hoặc không giết động vật, khi hoặc ngay trước khi giết mổ chúng để làm thức ăn, thực phẩm. Ngày nay, nhiều nước đều áp dụng phương pháp cho gia súc, vật nuôi rơi vào trạng thái ngất tạm thời (bất tỉnh) rồi sau đó mới tiến hành giết mổ vì vấn đề đối xử nhân đạo với động vật và việc giết mổ khi làm ngất sẽ giúp sản phẩm thịt đạt chất lượng hơn, trong khi cách giết mổ khi vật nuôi còn sống sẽ gây đau đớn, dẫn đến miếng thịt bị dai, mất ngon vì cách giết này ảnh hưởng lớn đến hệ thần kinh của vật nuôi gây ra việc cơ thịt bị co rút.

## Lịch sử
Niềm tin về việc thực hiện này là tàn nhẫn và đau đớn một cách không cần thiết đối với con vật bị giết thịt cuối cùng đã dẫn đến việc bắt buộc áp dụng các phương pháp gây choáng ở nhiều quốc gia. Một trong những nhà vận động đầu tiên về vấn đề này chính là bác sĩ lỗi lạc có tên là Benjamin Ward Richardson, người đã dành nhiều năm trong cuộc đời làm việc sau này của mình để phát triển các phương pháp giết mổ nhân đạo hơn, kể từ năm 1853, ông đã thiết kế một buồng gây chết có thể xử lý các con vật mà được cho là không đau đớn và ông thành lập Hiệp hội giết mổ kiểu mẫu vào năm 1882 để điều tra và vận động cho các phương pháp giết mổ khác, ông thậm chí còn thử nghiệm việc sử dụng dòng điện tại Học viện Bách khoa Hoàng gia.
Sự phát triển của các công nghệ gây ngất vật nuôi chủ yếu diễn ra vào nửa đầu thế kỷ XX, năm 1911, Hội đồng công lý đối với vật nuôi (sau này là Hiệp hội giết mổ nhân đạo-HSA) được thành lập để cải thiện việc giết mổ gia súc và giải quyết việc giết chóc những vật nuôi không mong muốn. Vào đầu những năm 1920, HSA đã giới thiệu và chứng minh một thiết bị gây choáng cơ học từ đó, dẫn đến việc nhiều chính quyền địa phương áp dụng phương pháp gây choáng.
Trong các quốc gia thuộc Liên minh Châu Âu, hầu hết các động vật bị giết thịt để làm thức ăn cho con người đều bị giết bằng cách cắt các mạch máu chính ở cổ hoặc ngực để mất máu nhanh chóng (cắt tiết). Sau khi mất máu ở một mức độ nhất định, con vật sẽ trở nên bất tỉnh, chìm vào cơn hôn mê và sau khi mất máu nhiều hơn thì chúng sẽ chết từ từ. Từ lúc bị cắt tiết cho đến khi mất ý thức, con vật có thể bị đau đớn, căng thẳng và sợ hãi. Nếu không gây choáng, thời gian từ khi chọc tiết khi xuyên qua các mạch máu chính đến khi chúng trở nên vô cảm vô tri được suy ra từ phản ứng hành vi và phản ứng của não, quá trình này lên đến 20 giây ở cừu, lên đến 25 giây ở lợn, lên đến 2 phút ở bò, lên đến 2,5 hoặc hơn phút ở gia cầm và đôi khi là 15 phút hoặc hơn ở cá.

## Trên thế giới

### Tại Úc

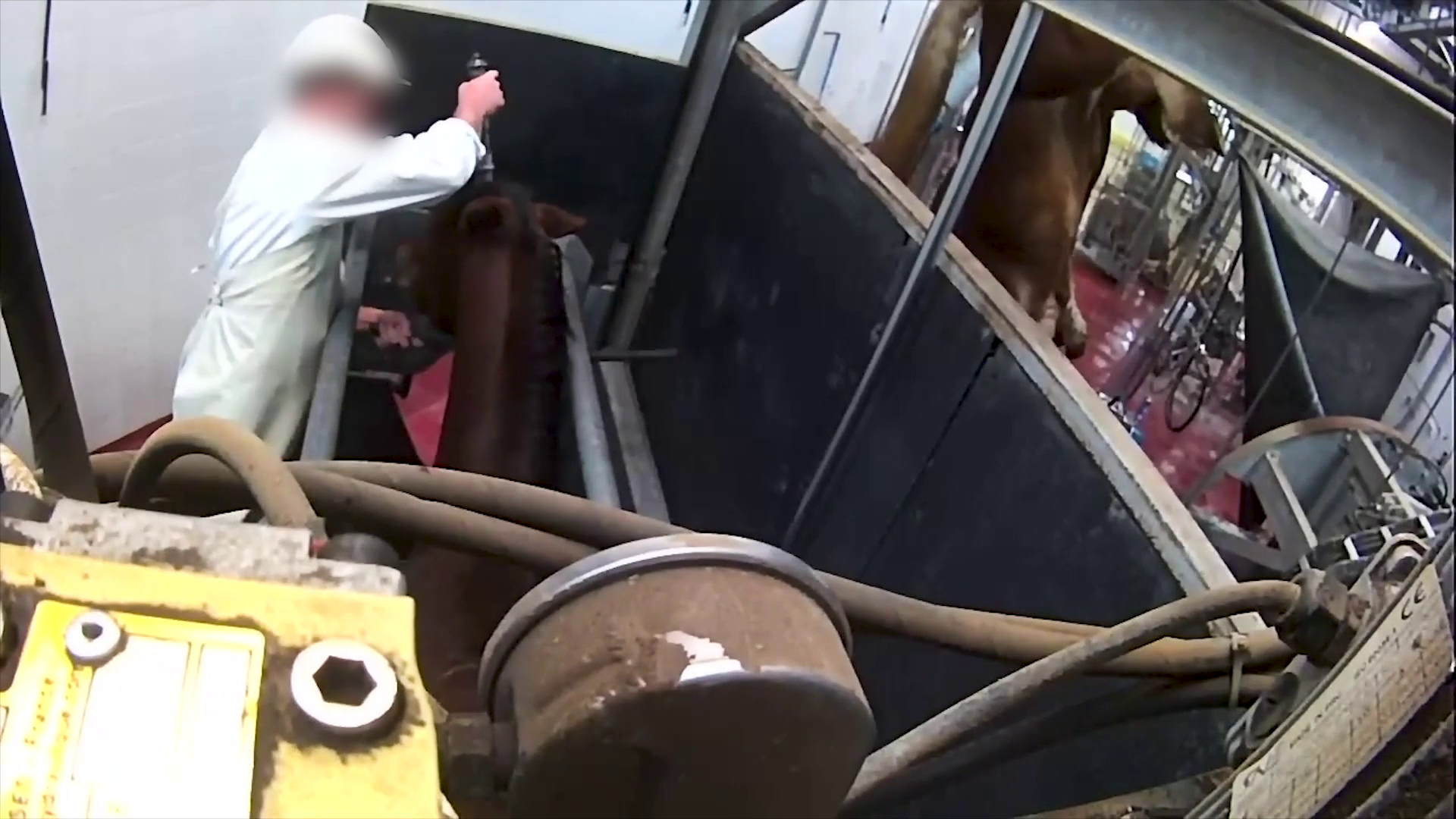
Cảnh gây ngất con ngựa bằng điện

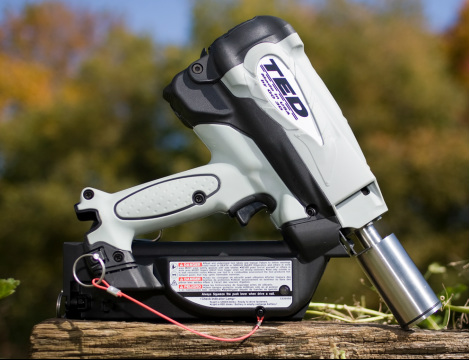
Súng bắn hơi nén

Tại Úc, việc giết mổ động vật được tiến hành theo tiêu chuẩn, gồm quá trình sản xuất, vận chuyển thịt và các sản phẩm từ thịt hợp vệ sinh. Ngoài đảm bảo an toàn thực phẩm, mục đích chính của tiêu chuẩn Úc là giảm nguy cơ chấn thương, đau đớn cho con vật. Tại lò mổ, vào hôm trước hoặc trong ngày giết mổ, các gia súc như trâu, bò, cừu, dê và lợn được cho ăn, uống nước, nghỉ ngơi. Người ta sẽ tách những con bị ốm hoặc bị thương khỏi nhóm để chữa trị hoặc hưởng cái chết nhân đạo. Trong vòng 24 giờ trước khi con vật bị giết thịt, thanh tra an toàn thực phẩm sẽ kiểm tra nhằm đảm bảo chúng khỏe mạnh, có thể cung cấp thịt đáp ứng nhu cầu tiêu thụ.
Trước khi bị giết, con bò được lùa vào trong lò mổ và phòng sốc điện. Căn phòng này tách con vật với đồng loại của nó đang đứng bên ngoài. Chỉ vài giây sau khi con vật được đưa vào phòng sốc điện, người ta dùng thiết bị truyền điện phóng thẳng vào não của nó. Đối với lợn, người ta có thể dùng khí carbon dioxide trong quá trình giết mổ. Việc sử dụng điện phóng thẳng vào não con vật sẽ khiến chúng bất tỉnh và không phải chịu đau đớn trước khi máu bắt đầu chảy. Sau khi bị sốc điện và bất tỉnh, bò được treo lên móc (cân móc hàm), sau đó, người ta dùng thiết bị chuyên dụng cắt vào động mạch của nó để tháo máu (xả máu). Vì con vật đã bất tỉnh nên nó không hề cảm nhận được đau đớn trong quá trình này, sau khi con vật bị sốc điện, quá trình mổ thịt phải hoàn tất và các nhân viên phải đưa chúng vào tủ đông lạnh.
Từ cuối năm 2012 phía Úc đã siết chặt việc quản lý giết mổ đối với bò Úc nhập khẩu theo quy chuẩn ESCAS (Export supply chain as Assurance system - Hệ thống Đảm bảo chất lượng chuỗi cung ứng của nước xuất khẩu) được chính phủ Úc đặt ra đối với các cơ sở giết mổ để đảm bảo bò được đối xử nhân đạo và không bị đau đớn, các cơ sở phải đủ điều kiện về chuồng trại nuôi nhốt lưu trữ đúng quy định về an toàn cho công nhân giết mổ và vệ sinh với động vật, quá trình giết mổ nhân đạo bắt buộc phải sử dụng súng bắn hơi nén (có lượng chất vừa đủ gây tê choáng) vào vị trí huyệt tử của động vật hoặc sử dụng sốc điện. Tiêu chuẩn này cũng quy định chặt chẽ vệ sinh tại nơi giết mổ, động vật phải được giết mổ trên các bàn inox hoặc thép không gỉ, phải có hệ thống tủ cấp đông lớn để bảo quản các sản phẩm thịt sau giết mổ.

### Việt Nam
Ở Việt Nam, Luật Chăn nuôi năm 2018 quy định rõ phải có biện pháp để vật nuôi không kịp kêu, không kịp thấy đau khi giết mổ. Điều 68 Luật Chăn nuôi đã quy định rõ phải có biện pháp gây ngất vật nuôi trước khi giết mổ và Điều 71 quy định "Cơ sở giết mổ vật nuôi phải có biện pháp gây ngất vật nuôi trước khi giết mổ; không để vật nuôi chứng kiến đồng loại bị giết mổ" Việc gây ngất này nhằm đảm bảo tính nhân văn (phúc lợi động vật) và chất lượng thịt. Việc gây ngất vật nuôi khi giết mổ cũng giống với quy định cấm giết vật nuôi trước mặt đồng loại, nhằm tránh vật nuôi bị sợ hãi, stress sẽ sản sinh ra cortisol, từ đó thịt của những con bị giết mổ trong trạng thái sợ hãi, stress sẽ bị biến đổi về mặt chất lượng rất nhanh, thịt không ngon. Việc này ảnh hưởng trực tiếp tới giá trị của sản phẩm thịt và quyền lợi của người tiêu dùng.
Dùng búa tạ đập vào đầu bò cho tới chết là hình ảnh thường thấy ở các lò giết mổ trâu bò nhỏ lẻ tại Việt Nam. Song vấn đề này lại gây chấn động quốc tế vì hành vi trên được cho là vô nhân đạo, một thống kê cho thấy, Việt Nam có 34.642 điểm giết mổ gia súc, gia cầm nhỏ lẻ, trong đó chỉ có khoảng 12.392 điểm giết mổ (chiếm 35,8%) được kiểm soát. Có 49 tỉnh còn tồn tại giết mổ nhỏ lẻ heo, 55 tỉnh giết mổ nhỏ lẻ trâu bò, 48 tỉnh có tình trạng giết mổ gia cầm hoạt động chủ yếu ở các hộ gia đình, trong các khu dân cư các điểm, hộ giết mổ thủ công, giết bò bằng búa vẫn đang tồn tại ở các hộ gia đình nằm rải rác trong các khu dân cư, như vậy hơn 50% cơ sở nhỏ lẻ giết bò bằng búa.
Trước đây, tổ chức Animals Australia cho biết chính phủ Úc và các nhà xuất khẩu biết về việc bò bị giết tàn bạo ở Việt Nam, theo đó, những người giết mổ bò ở Việt Nam đã bị bí mật ghi hình đập đầu bò Úc bằng búa tạ, một thợ lò mổ người Việt, tiếp tục đập cho đến khi nó chết gục trên sàn và khi đài ABC (Úc) đăng tải đoạn video clip ghi cảnh một người dùng búa tạ đập liên tiếp vào đầu một con bò Úc để giết thịt đã làm dấy lên làn sóng phẫn nộ của dư luận lên án hành động này. Chính quyền Úc đã ra quyết định tạm ngưng xuất khẩu gia súc trong thời gian điều tra những cáo buộc nhiều lò mổ đã ngược đãi động vật, các lò mổ đã dùng búa tạ để đập đầu các con vật hoặc nhấn nước chúng trước khi làm thịt, đây là những hành động được cho là tàn bạo đối với động vật và cũng là điều cấm kỵ theo tiêu chuẩn ESCAS khi nhập khẩu gia súc từ Úc. 